# Меџикал Пауер Мако
Меџикал Пауер Мако (енгл. Magical Power Mako; право име Макото Курита - јап. 栗田 誠; 15. јануар 1954 — 7. фебруар 2025) био је јапански авангардни музичар и композитор. Његова музика садржи обележја више жанрова, као што су прогресивни рок, психоделични рок, традиционална јапанска музика и електронска музика. Често се пореди са немачким краутрок бендом Фауст. Макоова прва два албума - Магична моћ (1974) и Супер плоча (1975) спадају међу најзначајније албуме јапанске андерграунд музике.

## Биографија

### 1954—1970.
Мако је рођен 15. јануара 1954. године у граду Шузењи (који је данас део града Изу). Још у раном детињству учио је да свира клавир и гитару. Док је ишао у основну школу, проводио је већину времена сам, компонујући музику. 1966. године је почео да снима своје гитарске композиције помоћу Панасоник Ер Кју 303 магнетофона. 1970. године техником вишеструког наснимавања на магнетофонску траку прави сложенију музику која ће постати материјал за његов први албум.

### 1970—1980.
Након завршетка средње школе, у пролеће 1971. одлази у Токио. Радио је у челичани и локалном пабу. Са својим братом је основао бенд Генџ, који је наступао у малом позоришту Јан Јан у дистрикту Шибуја. Својим учешћем на фестивалу модерне музике у Нигати априла 1972. Мако је стекао већу популарност. На том догађају се зближио са певачем Кеиџи Хаином, који је касније учествовао на снимању неколико Макоових албума. Од маја исте године је почео да ради за НХК (Јапанску медијску кућу), где је био задужен за музику у документарним филмовима. У фебруару 1973. је заједно са  Кеиџи Хаином наступио уживо у телевисијској емисији “Поклон за ручак”, на шта су многи гледаоци реаговали. Следећег месеца је учествовао у НХК-овој телевизијској емисији Музика и ја, где се упознао са композитором Тору Такемицуом. Композитор га је позвао да му се придружи у писању музике за филмове Шума фосила (1973)  и Химико (1974), као и за НХК-ов пројекат Наслеђе за будућност. Такође, претпоставља се да је на Такемицуову препоруку издавачка кућа Полидор пристала да објави Макоов први албум Магична моћ (1974). Албум је доживео извесни успех и наредне године Мако је снимио нови албум, Супер плоча (1975). На снимању ових албума је учествовала и Макоова породица, међутим на снимању трећег албума Скок (1977) је учествовао бенд са којим је Мако свирао од 1975. Две године касније постаје члан Ел 5 бенда (L5 band) са којим је наступао у градовима Шибуја и Фуса. Mако је у том периоду добио и награду РАИ (Италијанске радио телевизије) за музику коју је компоновао за НХК-ову радио драму.

### 1980—1990.
1980. Мако се са бубњаром Ел 5 бенда Казумаса Јошидом вратио у родни град Шузењи, где су наставили да стварају нову музику другачијег стила, претежно користећи аналогне синтисајзере и бубњеве. Мако је снимио још два албума, Добродошли на Земљу (1981) и  Музика из раја (1982). 1983. је организовао први Фествал компјутерске графике и музике на ком је и наступао. Фестивал је одржан у Парко музеју у Токију уз подршку великих компанија као што су Комодор, Тошиба и Епл. Издавачка кућа Сони-ЦБС је објавила Макоов шести албум Магична компјутерска музика (1985) на компакт-диску, који садржи и три додатне песме у виду програма за Ем Ес Икс (енгл. MSX) рачунар.

### 1990—данас
Од 1990. Мако је почео да „прави музику за комуникацију са ванземаљцима”. 1993. издавачка кућа „Мама и Тата” објављује компилацију Хапмонијум која садржи Макоове до тада необјављене копозиције настале у периоду од 1972. до 1975. Мако данас живи у Којасану и наступа са Ел 5 бендом.

## Дискографија[1][9]

### Студијски албуми
- 1974. Магична моћ
- 1975. Супер плоча
- 1977. Скок
- 1981. Добродошли на Земљу
- 1982. Музика из раја
- 1985. Магична компјутерска музика
- 1993. Срећна Земља
- 1993. Вибрације следећег миленијума
- 1995. Ло поп дијаманти
- 1995. Космовизија
- 1995. Керо Џетер бр. 1
- 1995. Човече! Брзо бежи са Земље!
- 1995. Плава тачка
- 1997. Нема владе након револуције
- 1998. Еротски Бог
- 1998. Магија

### Концертни албуми
- 1994. Транс резонанца

### Компилације
- 1993. Хапмонијум (1972—1975) (#1-5)
- 1996. Токијска компилација